# Casos
Los casos (en latín, cassi) son una de las cinco tribus que se encontró Julio César durante su segunda expedición a la isla de Britania en el año 55 a. C. cuando cruzó el Támesis en Kew, y quienes se convirtieron en sus aliados después de que los trinovantes se le unieran. Los arqueólogos Graham Webster y Barry Cunliffe están conformes en que no se sabe nada de ellos, pero se ha sugerido que entre la segunda invasión de César y la invasión de Claudio en el año 43 que los casos, junto con otras tribus como los ancalites y bíbrocos se unieron para formar los catuvelonos, y que Casivelono pudo haber sido un miembro de la tribu de los casos.